# Amalia Domingo Soler
Amalia Domingo Soler (Sevilha, 10 de novembro de 1835 - Barcelona, 29 de abril de 1909) foi uma escritora, costureira e grande expoente do movimento espírita espanhol, pela sua atuação como divulgadora e médium psicógrafa.
No Brasil é muito conhecida pelo seu livro "Memórias do Padre Germano", ditado pelo seu guia espiritual, Padre Germano. Seus escritos destacam-se pelo estilo poético e leve.
É também caracterizada pelas inúmeras dificuldades que suportou com força e coragem.

## Infância e Juventude
Nascida na cidade de Sevilha, região da Andaluzia, na Espanha, inicia sua passagem pela Terra com grandes dificuldades. Seu pai morre antes dela nascer. Aos oito anos fica "cega" sendo curada por um farmacêutico. 
Nessa época a Espanha era governada por Isabel II que subiu ao trono em 1833 tendo Maria Cristina, sua mãe, como regente. Sua cidade, Sevilha, era a principal rota comercial para as terras de além mar quando as tropas Napoleônicas invadem seu território e perde grande parte de suas colônias americanas. O império entra, então, numa fase difícil.
Nessa difícil fase a companhia de sua mãe é indispensável. Os problemas visuais a acompanhariam por toda vida, mas, graças aos esforços da progenitora, dos dois aos cinco anos aprende a ler.
Aos dez anos começa a escrever poesias e aos dezoito publica os primeiros versos.
Aos vinte cinco anos, morre sua mãe. Amália entra em outra fase difícil. Seus recursos financeiros eram utilizados na manutenção de sua frágil saúde. Não havia casado e as relações com a família paterna eram instáveis. Surgem, por parte de familiares e amigos sugestões que são refutas por Amália: casamento arranjado e entrada em convento. Resolve-se então por se mudar para a capital do país, Madrid, sonhando com melhores dias.
Uma vez na capital,em 1868, passa por novas dificuldades. Não encontrando trabalho, passa fome e recorre a Instituições de benemerência. Sozinha e sem recursos, pensa em desistir.

## Primeiro contato com o Espiritismo
Numa noite, caminhando sem esperanças, desiludida com a vida, aparece-lhe sua mãe, já morta. A visão causa-lhe espanto, mas lhe reavivam as esperanças e Amália recorda-se da religião. Busca auxílio em uma Igreja Luterana. As pregações da igreja e o contato com a religião impelem-na a não desistir. Volta a escrever versos, costura e tenta se reerguer. A visão novamente lhe causa aflição e ela procura ajuda de um médico homeopata, Dr. Hysern, que lhe salva da cegueira. Esse mesmo homeopata, embora se declarasse materialista, lhe entrega um exemplar de "El Critério", periódico Espírita que circulava na época.
O pequeno jornal espírita lhe desperta a curiosidade e, buscando maiores esclarecimentos, Amália escreve para revistas espíritas da época. Toma coragem e escreve uma poesia para o jornal "El Critério" que não é publicada, mas estimula o editor a lhe enviar um exemplar de "Preliminares del Espiritismo".

## Movimento Espírita
Sua primeira publicação, uma poesia, vem no periódico espírita "La Revelación". Seu primeiro artigo doutrinário, "La Fe Espiritista" sai pelo "El Critério", em seu número 9, de 1872. Seus artigos chamam a atenção e, aos poucos, integra-se ao movimento espírita espanhol, participando de reuniões em casas espíritas.
Em 31 de março de 1875, aniversário da desencarnação de Allan Kardec, lê a poesia "A la Memoria de Allan Kardec" diante dos membros da Sociedad Espiritista Española, passando a integrar as fileiras dos propagandistas da Doutrina Espírita.
Junto aos espíritas de Murcia, permanece quatro meses recuperando-se de uma enfermidade. Amalia, firmemente acreditando que seria errado viver do Espiritismo, continua a trabalhar de dia e escrever de noite. Permanece em Madrid até que se muda para Barcelona, em 10 de agosto de 1876, convidada pelo grupo espírita "Circulo La Buena Nueva" e com a esperança de encontrar melhores condições de trabalho na capital Catalã, já então cidade empreendedora e de grande atividade econômica.

## Padre Germano
Em 9 de maio de 1879 aparece-lhe seu guia espiritual, o Padre Germano.
Em Barcelona, encontra-se com o médium sonâmbulo Eudaldo que recebe várias mensagens destinadas a Amália, muitas dessas reunidas no livro Memórias do Padre Germano que foi publicado em partes a partir de 29 de abril de 1880.
Em 1891, Amalia escreve suas memórias sob a orientação do Padre Germano.

## Divulgação
Em 22 de maio de 1879 Amália publica o primeiro número de "La Luz del Porvenir" dirigido por ela própria. No primeiro número saiu o artigo "La idea de Dios" que foi denunciado as autoridades e provocou a suspensão do periódico por 42 semanas. Não se intimidou e lançou outra revista, com o nome "O Eco da Verdade", até que a revista suspensa pudesse voltar a circular. O periódico volta a circular após um decreto do rei Afonso XII. Esse é um período conturbado pois o Catolicismo era religião oficial na Espanha e reagia a qualquer movimento que pudesse tomar sua posição.
Amália escreveu para vários periódicos entre eles: "La Idea de Dios", "El Critério", "El Espiritismo", "La Gaceta de Cataluña", "Revista de Estudos Psicológicos","La Revelación"
"El Espiritismo" entre outros, deixando grande legado para o movimento espírita espanhol e mundial.